# Služebnyj roman
Služebnyj roman (in russo Служебный роман?, lett. "Romanzo d'ufficio") è un film sovietico del 1977 diretto da Ėl'dar Rjazanov.

## Trama
La frenesia di un ufficio pubblico moscovita esplode ogni mattina con furia, imperversando sulle vite, i corpi e i sentimenti di chi vi è impiegato. Immancabilmente puntuale, l'algida Ljudmila Prokof'evna Kalugina si asside al suo scranno di direttrice; approdano poi alle scrivanie, come naufraghi di una sovraffollata isola metropolitana, i vari subalterni, fra cui Anatolij Efremovic' Novosel'cev e Ol'ga Petrovna Ryzova, una sognatrice e un timido legati da una tenera amicizia. Anatolij, abbandonato dalla moglie, vive con due figli che a stento riesce a mantenere, e sogna una carriera migliore; ma come strappare un minimo di comprensione alla terrifica Kalugina? Pare proprio che Anatolij dovrà tentare di penetrarne la scorza, dando fondo a tutta la straordinaria audacia di cui, a volte, sono capaci i timidi. Passano i giorni, passano i mesi e le stagioni, e le impeccabili cifre sfornate dall'ufficio rifulgono dell'operosità, dell'abnegazione e delle innumerevoli altre virtù computistiche dei loro autori; che fra queste non abbia già trovato un posto l'amore?